# David Braz
David Braz de Oliveira Filho  (Guarulhos, São Paulo, 21 de mayo de 1987) es un futbolista brasileño que juega en la posición de defensor y desde 2024 milita en el Mirassol F. C. del Brasileirão Serie A.

## Trayectoria

### Palmeiras
Braz se formó en el equipo juvenil del Palmeiras. Debutó profesionalmente el 10 de febrero de 2007, entrando como suplente de Dininho en el empate 1-1 en casa contra Bragantino por el Campeonato Paulista.
Braz apareció con más regularidad en el Campeonato Brasileiro Série A, tras la llegada del nuevo entrenador Vanderlei Luxemburgo. Sin embargo, después de luchar con las lesiones, perdió su puesto de titular.

### Panathinaikos
El 19 de enero de 2009 firmó un contrato de cuatro años y medio con el Panathinaikos de Grecia en una transferencia gratuita luego de alegar irregularidades en su contrato. Hizo su debut con el equipo el 15 de marzo, reemplazando a su compatriota Marcelo Mattos en la derrota por 1-0 ante el Thrasyvoulos.

### Flamengo
El 21 de julio de 2009, después de aparecer en raras ocasiones, Braz firmó un contrato de préstamo por un año con Flamengo. Hizo su debut el 9 de agosto, comenzando con una victoria en casa por 1-0 sobre Corinthians.
Suplente de Álvaro y Ronaldo Angelim, Braz contribuyó con un gol en diez apariciones cuando su equipo levantó el trofeo de liga en la última jornada. El 12 de agosto de 2010, Flamengo adquirió el 60% de sus derechos y el jugador firmó un nuevo contrato por cuatro años.

### Santos

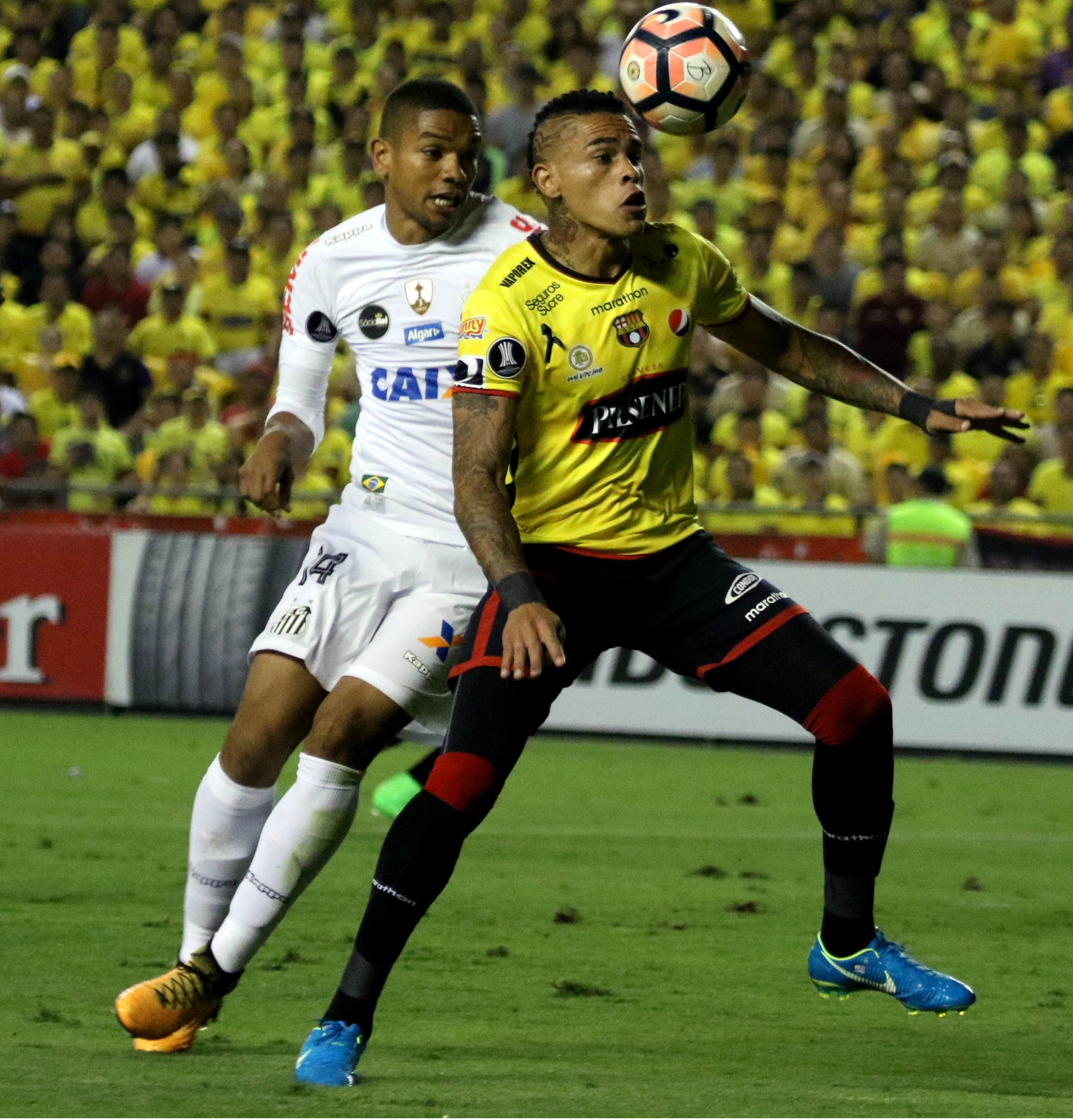
David Braz (izquierda) con Santos en 2017

El 18 de mayo de 2012 se mudó al Santos junto con su compañero de Flamengo, Rafael Galhardo, en un intercambio por Ibson. Actuó principalmente como respaldo de Edu Dracena y Durval durante su primer año, apareciendo en solo siete partidos.

#### Préstamo a Vitória
En enero de 2013, después de que el técnico Muricy Ramalho lo considerara excedente de los requisitos, Braz fue cedido al Vitória. Sin embargo, en agosto quedó fuera de la plantilla del primer equipo, acusando posteriormente al club de no pagarle el sueldo. Finalmente regresó a Santos en diciembre.

#### Regreso a Santos
Poco después de su regreso al Peixe, el nuevo entrenador Oswaldo de Oliveira le concedió su lugar en el primer equipo. Beneficiándose de las lesiones de Edu Dracena y Gustavo Henrique, más tarde fue titular en la final del Campeonato Paulista de 2014 y siguió siendo titular en la Série A.
El 6 de septiembre de 2014, Braz anotó sus primeros goles con el Santos, anotando un doblete en la victoria en casa por 3-1 contra Vitória. Jugó su partido número 100 con el club el 4 de octubre del año siguiente, comenzando con una victoria en casa por 3-1 contra el Fluminense.
Titular habitual, Braz jugó su partido número 200 con el club el 5 de abril de 2018, en una victoria a domicilio por 1-0 contra Estudiantes de La Plata.

#### Cedido al Sivasspor
El 8 de agosto de 2018 fue cedido al Sivasspor de la Superliga de Turquía por un año, con una opción de compra por una tarifa de 2 millones de euros.

### Grêmio
El 25 de mayo de 2019 Santos anunció el fichaje de Marinho, mientras que Braz se mudó a Grêmio como parte del trato. Inicialmente fue titular pero posteriormente cayó en el orden jerárquico y rescindió su contrato el 16 de abril de 2021.

### Fluminense
El 16 de abril de 2021 firmó un contrato con Fluminense hasta abril de 2023.

## Clubes
| Club                   | País    | Año       |
| ---------------------- | ------- | --------- |
| S. E. Palmeiras        | Brasil  | 2007-2008 |
| Panathinaikos F. C.    | Grecia  | 2009      |
| C. R. Flamengo         | Brasil  | 2009-2012 |
| Santos F. C.           | Brasil  | 2012-2019 |
| E. C. Vitória (cedido) | Brasil  | 2013      |
| Sivasspor (cedido)     | Turquía | 2018-2019 |
| Grêmio FBPA            | Brasil  | 2019-2021 |
| Fluminense F. C.       | Brasil  | 2021-2024 |
| Goiás E. C.            | Brasil  | 2024      |
| Mirassol F. C.         | Brasil  | 2025-     |

## Palmarés

### Campeonatos regionales
| Título              | Club             | Estado             | Año  |
| ------------------- | ---------------- | ------------------ | ---- |
| Campeonato Paulista | S. E. Palmeiras  | São Paulo          | 2008 |
| Taça Guanabara      | C. R. Flamengo   | Río de Janeiro     | 2011 |
| Taça Río            | C. R. Flamengo   | Río de Janeiro     | 2011 |
| Campeonato Carioca  | C. R. Flamengo   | Río de Janeiro     | 2011 |
| Campeonato Baiano   | E. C. Vitória    | Bahía              | 2013 |
| Campeonato Paulista | Santos F. C.     | São Paulo          | 2015 |
| Campeonato Paulista | Santos F. C.     | São Paulo          | 2016 |
| Campeonato Gaúcho   | Grêmio FBPA      | Río Grande del Sur | 2020 |
| Campeonato Carioca  | Fluminense F. C. | Río de Janeiro     | 2022 |
| Campeonato Carioca  | Fluminense F. C. | Río de Janeiro     | 2023 |

### Títulos nacionales
| Título               | Club           | País   | Año  |
| -------------------- | -------------- | ------ | ---- |
| Campeonato Brasileño | C. R. Flamengo | Brasil | 2009 |

### Títulos internacionales
| Título                  | Club (*)            | País     | Año  |
| ----------------------- | ------------------- | -------- | ---- |
| Campeonato Sudamericano | Selección de Brasil | Paraguay | 2007 |
| Recopa Sudamericana     | Santos F. C.        | Brasil   | 2012 |
| Copa Libertadores       | Fluminense F. C.    | Brasil   | 2023 |

(*) Incluyendo la selección.

### Distinciones individuales
| Distinción                                           | Año  |
| ---------------------------------------------------- | ---- |
| Incluido en el equipo ideal del Campeonato Paulista. | 2016 |